# スイートクローバー中毒
スイートクローバー中毒（スイートクローバーちゅうどく）とは、スイートクローバーに含まれるクマリンが、カビの作用によりジクマロールに変化し、ビタミンKの作用を抑制することを原因とする、ウシの中毒である。
症状は筋肉内、関節腔への出血による強直、跛行。血液検査ではPT、ARTTの延長、プロトロンビン値の低下が認められる。治療には、原因となる飼料の中止、ビタミンK1製剤の筋肉内注射を行う。